# Gegant de Manio
El gegant de Manio és un menhir de 6,5 m d'alçada situat a la localitat bretona de Carnac, al departament Morbihan de Bretanya (estat francés). Prop d'aquest menhir, es pot veure el famós alineament de Kerlescan. Zacharie Le Rouzic tornà a erigir-lo al 1900. També a prop d'aquest menhir es pot veure el Rectangle de Manio, un túmul de 37 m de llarg, i de 7 m d'amplària al costat oest per altres 10 m al costat est. El menhir té la forma d'un dit.